# Limenitis iphicleola
Limenitis iphicleola är en fjärilsart som beskrevs av Bates 1864. Limenitis iphicleola ingår i släktet Limenitis och familjen praktfjärilar. Inga underarter finns listade i Catalogue of Life.